# ジパング (漫画)の登場人物一覧
ジパングの登場人物一覧（ジパングのとうじょうじんぶついちらん）では、かわぐちかいじの漫画『ジパング』に登場するキャラクターについて説明する。

## 主人公
角松洋介二等海佐（かどまつ ようすけ）声 - 稲田徹 少年期：入野自由 8歳時：上村祐翔
本作の主人公の一人。長崎県佐世保市出身。血液型A型。35歳。
海上自衛官だった父・洋一郎の影響を受け、自らも自衛官となった。海上自衛隊第1護衛隊群所属イージス艦みらい副長兼船務長⇒艦長⇒退艦⇒艦長(復帰)。防衛大学校や海上自衛隊幹部候補生学校で学生長を務め、同期の尾栗や菊池より1階級上である。
エクアドル争乱に伴う現地の邦人保護のため、威嚇を目的とした日米合同軍事演習を実施するエクアドル沖へ派遣される。が、その途中、タイムスリップに巻き込まれる。タイムスリップで当初は皆が過去の時代への介入を躊躇する中、自らは人命を尊重する信念から、撃墜された偵察機と共に海中に沈んでゆく草加を見捨てることが出来ず、止むを得ず草加を救助。みらいの資料室で草加に第二次世界大戦やその後の世界情勢に関する情報を公開したことで、それを基に草加が歴史変革に乗り出したことに負い目を感じ、彼の野望を阻止しようと行動に出る。
みらいの副艦長として冷静に艦長を補佐する役目ながら人命を何よりも重視するという信念を基に行動する人物で、戦闘に際しても敵側の犠牲を抑える事を第一としている。ガダルカナル島にて柳を救うためとはいえ米兵を殺害した後は悪夢にうなされる場面もあった。ただ、人命尊重を最重要視する故に窮地に陥ることが多く、積極的に歴史改変、戦闘に加わらないことに不満を抱いた乗員によりクーデターを起こされ、一度は退艦。
その後、戦死した山本五十六の国葬や横須賀の梅津の見舞いに出向き、本土において米内光政と会見して平和的な終戦工作を図るも、同じく退艦した篠原共々特高に不穏分子として逮捕され、米内の計らいで自らは釈放されるという事件を経験する。篠原を失った事で大日本帝国の現体制に不満を感じ、それを助長しうる草加の「ジパング」創生を阻止すべく「みらい」の奪還を決意する。
パラオで米内や堀田の協力を得て「みらい」に帰艦した後はあえて自らは行動を起こさず、科員達が意識改革を図るのを待つ。マキン・タラワでの撤退隠蔽に際しては隠蔽作業の指揮を取る菊池に同行し、そこで米海兵隊偵察小隊と交戦の末グールドと遭遇する。グールドを見逃し、直後に勘違いから麻生が菊池を誤射してしまうが、重傷を負った菊池を連れて帰艦する。「みらい」が最悪の場合には草加達に拿捕される覚悟で菊池をSH-60Jでパラオに送り、結果菊池の命は救えたものの部下共々身柄を拘束及び軟禁された。
その後、如月・河本の協力を得て帝国海軍に収奪された「みらい」を奪還し、草加が角松派・菊池派共通の敵となった事もあって皆の賛同を得る展開にいたる。
この辺りからは最悪の事態を避けるためにある程度の犠牲を出す覚悟も見せるようになり、大和と交戦した際には後部射撃指揮所を攻撃して鴻上配下の将兵を複数死傷させた（これが劇中初めて、みらいの攻撃で日本人に死者が出た出来事である）。
また戦艦大和乗艦時にはかなり積極的に攻撃に出ており、大和乗員に死傷者を出すことも厭わない覚悟であった。
エクアドル沖への派遣の際も即席で学んだ片言のスペイン語を話せるようになっていた。また、テイラーやカーネルと支障なく会話するなど、英語も堪能のようである。
大和沈没の際に草加と別れを交わし、生存するのだが･･･。

妻の圭子（けいこ）と息子の一洋（かずひろ）がおり、草加を追って満州へ渡った際には懐に2人を撮った写真を入れていた。
マレーでの補給作戦中に白スーツを入手しており、以後艦を離れる際には着用している。
戦後は、日系人実業家デニー・マツオカを名乗って活動するが、彼を知る人物からは元の名前で呼ばれる事もあった。
- 番外編「至誠に悖るなかりしか」に於いて、1991年時点で海上自衛隊幹部候補生学校の幹部候補生であった。
- 番外編「守るべきもの」では阪神・淡路大震災（兵庫県南部地震、1995年1月17日発生）時点で呉地方隊第22護衛隊やまぐも型護衛艦「DD-243ゆきぐも」船務長（一等海尉）の任にあり、作中の設定を（上記とあわせて）単純に解釈すれば、任官から僅か3年で一等海尉にまで昇進（現実では最低5･6年かかる）した事になる。

阪神・淡路大震災の災害派遣時に独断で陸上自衛隊第3特科隊と共同作戦を取った梅津の行動に反発するが後にその真意を理解し、梅津に感銘を受ける。
草加拓海少佐（くさか たくみ）声 - 東地宏樹
本作の主人公の一人。架空の人物。岩手県紫波村出身（現在の岩手県紫波町）。南部士族の家系の生まれ。32歳。
大日本帝国海軍通信参謀⇒除隊⇒連合艦隊付参謀。海軍兵学校58期生。
ミッドウェー海戦の戦況報告のため、金剛型戦艦「霧島」から本隊へ偵察機「零観」で飛行中に撃墜されて戦死するはずだったが、イージス艦みらいに発見され、人命を尊重する角松により救助される。その後、みらいの資料室を角松に案内され、世界各国の第二次世界大戦の経過、特に日本の敗戦と無条件降伏、広島及び長崎への原爆投下などの被害とその結末、未来世界の情勢を知り、歴史改変に乗り出し、新日本「ジパング」創生のため行動する。
海軍兵学校を次席で卒業したエリートで、角松と出会う以前から、日本が第二次世界大戦で欧米列強に敗北する予感を持っていた。
無条件降伏後に国家としての自立性を失った戦後日本を憎んでいる。また、未来からタイムスリップしてきたみらいや角松達乗組員と出会い、未来の情報を知るという、常識的にありえない出来事が現実であると決して忘れないために、常にみらいの艦内から拝借した60年後の百円硬貨を所持している。
作中では英語、中国語、ドイツ語を話している。
満州では華僑・王拓海（ワン トーハイ）と名乗って活動していた。また、満州国皇帝・愛新覚羅溥儀の暗殺や角松との対峙では、モーゼルを使用した。
ヨーロッパでウラン235を入手後、山本の特命を受けた如月を中心とした陸戦隊に拘束されるも、後に復帰。復帰後はインド洋侵攻のYZ作戦を立案し、成功を収める。マリアナ海戦では反乱によって戦艦「大和」を掌握した鴻上を救援すべく、零観で「大和」に向かい、彼の死後は指揮を執る。その途中、米軍機の爆撃で吹き飛ばされて負傷こそはしなかったものの、左目を失明。以後、歩く際には鴻上からもらった軍刀を杖代わりとして利用している。原爆の時限装置の発動時に乗員らを離艦させて角松と共に壮絶な駆け引きを繰り広げる。最終的には、角松と共に大和からの脱出を図るが米艦隊の砲撃の衝撃で頭部を負傷。角松に後事を託して、大和と共に海に沈んだ。
角松に対しては好戦的あるいは偏狭的な軍人とは違う、人種や国籍で人を差別したり決め付けたりしない思考の持ち主である事で好感を抱くが、角松が人命を尊重するあまり自分と敵対するようになってからも、自分を殺せるチャンスがありながら殺さなかったり、自らの計画を止める為に大量殺害を伴う作戦を行わなかったりする点を「あなたの愛でるべき限界」と評している。
- 番外編「フレンドシップ」では1932年時点で、駐英武官補としてイギリスの首都・ロンドンの滞在経験有り（階級は中尉）。後に五・一五事件や満州事変を機に帰国し、伊勢型戦艦「伊勢」に艦隊勤務となる。
- 連合艦隊付参謀に復帰するまでは草加は戦死扱いだったので滝栄一郎曰く、2階級特進するはずだったが、草加の独断専行とそれによる拘束によって無になった。

## 海上自衛隊・イージス艦みらいクルー
ちなみにみらい乗組員の苗字は、全て植物に関する漢字が入っている。草加と片桐は正規の乗組員ではないが、この条件に当てはめられている。
当初は組織力があったが、次第に相次ぐ戦いや角松への不満から生じるクーデターによって、「角松派」「菊池派」に分裂してしまう。草加が共通の敵となり、また角松の「ジパング」に部下たちが賛同したことで再度統一されるに至った。
最終的に角松を除いたクルー240人全員が死亡。その後、クルー最年長の梅津を皮切りに全員が「第2の戦後」の日本で、元の歴史と同じ出生地で同じ年月日に生まれ、国防海軍に入隊。そして200X年に「第2のみらい」のクルーとなった。

### 艦長
梅津三郎（うめづ さぶろう）声 - 屋良有作
艦長⇒退艦（前艦長）。階級は一等海佐。兵庫県西宮市出身。1948年5月20日生まれ。
「まあよかろう」が口癖という温和な性格で決断力に劣るため部下からは「昼行灯」とあだ名づけられている。建築会社に勤めている息子と学生の娘がいる。阪神タイガースの大ファン。叩き上げであり、どんな戦闘でも自衛官として専守防衛を貫き部下の生命を第一としている。また、雷撃してきた米軍の潜水艦の魚雷を回避した上で米倉が独断で発射したアスロックは自爆させた事や、日米双方の人的被害を防ぐ事を目的に大和によるガダルカナル島艦砲射撃を阻止するなど、クルー以外の人命についても可能な限り守ろうとする姿勢を持っている。しかし、帝国海軍の潜水艦に囚われた副長らを救出する事を理由に転進した結果、米軍艦載機の攻撃によって多大な人的、物的被害を被った事や、多くの米兵の人的被害を招くワスプ撃沈には最終的に賛成するなど、信条と行動に一貫性が感じられない面もある。ただしワスプ撃沈については、前もって攻撃中止を通信にて要求しており、また米軍機の激突による自艦の被害に加え、帝国海軍の潜水艦やワスプの第二次攻撃の脅威が目前にある以上、やむを得ずの命令でもあった。
アリューシャン戦で負傷した後は横須賀で療養し、のち草加の原爆阻止と、歴史改変阻止の為に如月中尉と共に南京に渡る。草加や石原・倉田の関わる原爆開発・製造計画に迫るも原爆工船ルイス・フロイスにて核燃料のウラン235を処分しようとした結果、これを阻止しようとした石原の配下に狙撃され、倉田の目の前で船内へと転落して死亡。なお、彼の唯一の遺品である眼鏡は、如月から桃井、麻生を経由して角松の元に届いた。また遺体は如月が発見するが、回収はされなかった。
別の戦後に兵庫県で角松の部下の調査による生誕が確認されており、その後国防海軍に入隊し、「第二のみらい」の艦長に就任する。
番外編「守るべきもの」では阪神・淡路大震災（1995年）時点で阪神基地隊副司令（二等海佐）の任にあり、人命救助を速やかに取るべくシビリアンコントロール無視を承知で第22護衛隊所属の人員を陸上自衛隊第3特科連隊（現・第3特科隊）の指揮下に入れて救援活動をとったことで角松から反感を買うが、後にこの判断が（市民にとって）正しかった事が判り、和解する。

### 第一分隊「砲雷科」
菊池雅行（きくち まさゆき）声 - 星野貴紀
砲雷長⇒退艦。階級は三等海佐。血液型AB型。
角松、尾栗とは防大からの同期であり友人。とても冷静沈着であるため梅津や角松からの信頼は厚いがその一方で生真面目でもある。度々角松の判断に懸念を示しており、アニメでは「迷いはいつかあいつ(角松)自身を殺しかねない」と発言していた。当初はタイムパラドックスを恐れて歴史改変に反発していたが、アリューシャンでの戦の途上でソーラーマックスに遭遇した際に、角松と対立し、さらに草加やみらいによって歴史がだいぶ変わったことで後戻りできないと感じると、自らも違う進路へと歩み出す。それは敗戦ともアメリカの従属国とも無縁の、新しい日本を生み出すことであり、草加との間にある程度の一線を引きつつも、その計画に加わることに他ならなかった。そしてみらいにて謀反を決行。角松から指揮権を奪い掌握する。以後草加の計画に協力していくようになる。
ギルバード諸島に向かう途中、かつて退艦した角松達と遭遇し、苦渋の末に乗艦を認める。そして、タラワでの撤退隠蔽の欺瞞作業中に麻生の銃撃によって負傷しみらいを離艦。退院後は内地に戻り、角松たちの後方支援をしつつ米内の下で終戦工作に奔走する。昭和28年、桃井とともに沖縄に向かう航空機に搭乗するが、洋上で消息不明となる。（のちに如月の回想によって角松に伝えられる）別の戦後の国防海軍に入隊し、「第二のみらい」の乗員となる。
かつて湾岸戦争の最中、防大生として卒業を間近に控えた頃に「たとえ合法であっても人を殺すのはいやだ」という理由で自衛官にならないいわゆる「任官拒否」を決意し、生真面目な性格から卒業前に自主退学の道を選ぶが、別れの時、横須賀駅のホームにて菊池の意思を尊重する角松と冷静な菊池に砲雷をやって欲しいと願う尾栗が口論するのを見て、2人の友への思いから列車に乗らず、留まった過去がある。前述のように冷静沈着な人物であるが、ワスプ攻撃後には自衛のためとは言え多数の人命を奪った事への罪悪感からか、洗面所で水を出したまま洗顔するといった行動も見られた(真水が貴重な環境において、海自の士官としては非常識な行動である)。名前を「菊地」と誤植される事が多い。
桐野（きりの）
砲雷科。階級は一等海尉。
菊池の謀反後、彼の腹心として活躍。タラワでの菊池の負傷を機に草加・滝と共に海軍陸戦隊を率いてみらいを制圧するが、2人から「菊池と違いクルーをまとめられるとは思えない」と思われ、「ユダ」として裏切られ、他のクルー達と無人島に軟禁されるはめに。その後のみらい奪還計画やマリアナで角松と協力する。
対大和戦では実質、角松の補佐を務め、大和強行移乗作戦で角松不在後は、「みらい」の指揮を任される。名前を「片桐」と誤植される事が多い。
別の戦後の国防海軍に入隊し、「第二のみらい」の乗員となる。
青梅鷹志（おうめ たかし）声 - 岩崎征実
砲雷科員。階級は一等海曹。既婚者。
みらいの戦闘中、常にCICでオペレーターをしている人物。アニメ版では「CICの主」というあだ名がついている。
大和の三式弾の砲撃によってレーダーが破壊され、CICの機能が事実上停止した後、シーホークからの攻撃で座乗を志願。尾栗の落下後、ハンドアローを機関部へと撃ち込み、先に投下した航空燃料が充満した機関部に大打撃を与えた。
大和強行移乗作戦において、シーホークから甲板に降り立ち大和艦内へ移動する途中、大和に見とれた一瞬の隙を突かれて狙撃され致命傷を負うが、角松に尾栗の捜索を託して侵入口で殿として残り、瀕死の状態の中無線で角松達に捜索隊の情報を流した後、捜索隊に発見されるも手榴弾を使い捜索隊を巻き添えにして自爆し、殉職。その後、大和反乱将兵から尾栗の遺体が柳達へ引き渡された折、唯一かろうじて原形を留めていた彼の鉄帽も引き渡された。
アニメオリジナルシーンでは、気晴らしから後部甲板でランニングをするシーンがある。
別の戦後の国防海軍に入隊し、「第二のみらい」の乗員となる。
米倉薫（よねくら かおる）声 - 下崎紘史
砲雷科員。階級は一等海尉。アニメ版では、水雷長と呼称されている。
ミッドウェー沖でガトー級潜水艦「ガードフィッシュ」の雷撃から逃れるため独断でアスロック対潜魚雷を発射してしまい、以後補給科に異動されるものちに砲雷科に舞い戻る。補給科にいた頃はアスロックを独断発射した失態のためか他の科員から蔑まれたり、階級が下の杉本に呼び捨てにされていた。
対大和戦では実質、菊池の代わりに砲雷長を代行。後の大和強行移乗作戦において原爆解体要員として選抜される。予備倉庫から原子爆弾のある倉庫に壁を爆破して突入する際、貯められていた大量の海水により押し流されて後方の壁で頭部を強打してしまう。角松達によって倉庫へ運ばれるも傷が深く、そのまま死亡した。
別の戦後の国防海軍に入隊し、「第二のみらい」の乗員となる。
榎本一志（えのもと ひとし）声 - 植木誠
砲雷科員。階級は二等海曹(一等海曹とされた事も)。
ガダルカナル島上陸部隊に選抜され、ガ島に角松らと上陸。ハープーンの誘導のレーザー照射を担当。その後、柳と米兵の遭遇から始まった銃撃戦で、本来戦闘を回避するすなわち助けようとした米兵達が死亡したのを見て涙した。タラワ上陸作戦の時に、突如米海兵隊の偵察隊が現れ交戦状態になる中、回収に出てきた林原のシーホークにライトで自分や角松、菊池の居場所を知らせるも、林原が安全な着陸場所を確保しようと離れて行くのに動揺して壕から立ち上がったところで喉を銃撃され、殉職。その後、より安全な場所へ移動を図った角松や菊池により一旦遺体はその場に置き去りにされるが、偵察隊が引き上げた後に回収された。

### 第二分隊「船務科・航海科」

#### 船務科
柏原秀行（かしわばら　ひでゆき）声　- 内藤玲
船務科員。階級は一等海尉。菊池派の一員。
立花（たちばな）
船務科通信士。階級は二等海尉。角松派の一員。
菊池の謀反に抵抗して自分を説得に来た菊池派の野口ともみ合いの末、野口の拳銃を暴発させ重傷を負わせる。その直後駆けつけた米倉と互いに銃口を向け合うが角松の説得により銃口を下ろした。その後角松の下艦に同行するがみらいの外側に存在する「戦争の時代」の中へ進む事への恐怖からタラップを降りられず、それを見抜いた角松の言葉を受け結局留まる。
それ以降は結果として角松を裏切ってしまった罪悪感から艦内作業も手につかず、自室に引きこもって罪の意識に苛まれる日々を送っていたが、戦争への恐怖を克服しようと決意して荻島と共に空母龍驤へと乗艦。荻島によってみらいとの直通回線が構築された無線機を介してみらいと交信を行った。その後、龍驤に英空軍の攻撃が迫る中、菊池の提案したみらいが敵機を引き受け殲滅する作戦を滝に伝えるも、逆に滝から「決して失ってはならない戦力」であるみらいを守るべく、みらいの行動を封じてまで独力での防戦に徹する作戦を告げられこれを了承。そして龍驤が沈みゆく中自らは通信室で崩れた鉄骨の下敷きになって身動きが取れなくなってしまう。菊池達に「戦争に対してどんなに考えようにももう考える時間が無い」と言い残し、艦内に入り込んだ大量の海水によって殉職した。
因みに角松の回想で、角松たちの卒業を祝う防衛大学校の学生の中に、「立花」という学生が出ているが関連は不明。
柴田（しばた）
船務科員。階級は二等海尉。角松派の一員。
麻生保（あそう やすし）声 - 小嶋一成
船務科掌帆長。階級は海曹長。
「部下を信頼するに勝る、人心掌握術はない」と言い切るほどクルーの中で一番思いやりのある人物。サザンオールスターズのファン。精神統一と称して、軟式野球の金属バットを使った素振りをする傾向がある。ワスプとの戦いでは、部下の梨田が米軍機の激突で死亡する瞬間を目撃する。横須賀では片桐の取材に応じ、修復されたみらいの説明を行った。角松派の一員として活躍し、菊池の謀反後は角松に同行。特高に捕捉されるが、逃走に成功した。
対大和戦における強行移乗作戦において、自分が選抜されなかった事に不満を抱くが、角松からみらいを指揮した経験の無い桐野には「経験豊富な副官が必要」と告げられ残ることに。その後、草加に原爆を解体させることに失敗し、自らも重傷を負った角松が草加との駆け引きの末自分達みらい乗員全てを裏切る言葉を発した事に動揺するが、草加によって角松の言葉が自分や草加ごとみらいの手で原爆を葬り去るための大芝居である事を明かされ、逆にみらい乗員達の間に大和へのミサイル攻撃を躊躇わせる感情が芽生えてしまう。これに対し麻生は「角松の意を無駄にしないためにも、ミサイルを撃つべき」と主張するが、角松の芝居を暴いた事で「絶対に撃てない」と確信した草加の思惑通り、ミサイル攻撃の必要性を分かりながらも撃つ決断を下せないジレンマに陥ってしまう。しかしカーネル率いる米海軍が大和に接近する中、彼らが巻き添えになるのを防ぐべく、意を決してミサイルを発射した。
別の戦後の国防海軍に入隊し、「第二のみらい」の乗員となる。
荻島（おぎしま）
船務科通信士。階級は一等海曹。
戦時中の無線機も扱える叩上げの通信士ということで選抜され、龍驤に乗艦する。その後、立花の命を受け滝に報告に行っている間に通信室ばかりか通路まで鉄材で塞がれ、立花を助ける事が出来なくなってしまう。沈みゆく龍驤から脱出し、みらいへと生還。立花の殉職を報告した。後にみらい奪還作戦に参加する。

#### 航海科
尾栗康平（おぐり こうへい）声 - うえだゆうじ
航海長。階級は三等海佐。博多出身。
角松、菊池とは防大からの同期であり友人。気さくで感情に素直、情に厚い性格で部下も彼には心を開きやすい。菊池の人命に対する重圧をいち早く察知するなど、艦に溜まる「負」の緩和のためには欠かせない存在。それ故角松は横須賀帰港時に草加を追う間「みらい」の自沈装置を渡した。菊池の謀反に抵抗するが、角松の命令でみらいに留まる。角松たちのみらい帰還に際しては要所要所で彼らをサポートした。
草加の原爆を載せた大和の航行を阻止する為にシーホークに搭乗中、草加が搭乗する零観のパイロットが独断で行った銃撃を受けて被弾した後、大和の甲板へと転落し、殉職。その後遺体は草加の手で大和艦内へと運ばれ、草加の心配りで大和艦内へと突入した角松達と無言の対面を果たした。そして柳達が角松を残して退艦する折、同じく退艦する大和反乱将兵から遺体が引き渡され、柳達に与えられた脱出艇に乗せられた。
別の戦後の国防海軍に入隊し、「第二のみらい」の乗員となる。
興奮したりすると口笛を吹く癖がある。
「女房が見たら惚れ直す」というセリフから、既婚者と思われる。
番外編「至誠に悖るなかりしか」にて、元暴走族であることが判明する。
柳一信（やなぎ かずのぶ）声 - 竹本英史
航海科員。階級は一等海曹。
みらいクルーの中で戦史・兵器に詳しく、尾栗に「超がつく戦史おたく」、角松に「太平洋戦争の生き字引」「帝国海軍のことなら山本長官のホクロの数まで知っている」とまで言わしめる。ミリタリー好きの作者や自衛官を具象化しただけと思われがちであるが、実際は軍事的なうんちくを読者に説明する為に設定されたキャラである。度々作戦会議に召集され、角松らみらい上層部に史実の解説を行っている。
対大和戦において、大和強行移乗作戦の選抜要員となる。
第1話では眼鏡をかけていたが、演習中に尾栗に壊されて以降は裸眼である(アニメでは最初から裸眼）。
アニメオリジナルシーンでは、階級下の士長に米内光政を少しでも近くで見たい思いから珈琲配膳係を志願している。
別の戦後の国防海軍に入隊し、「第二のみらい」の乗員となる。
杉本直人（すぎもと なおと）声 - 石井康嗣
航海科員。階級は一等海曹。
ニューギニアにおけるアメリカ陸軍航空隊との激戦で、佐竹がみらいを庇って亡くなったにも関わらず、みらいとその乗組員の存在が否定されていることに業を煮やし、皆を連れて尾栗や菊池にそのことを訴える。後に、それが艦内クーデターに発展することに。
小銃射撃に自信があった事から対大和戦において、大和強行移乗作戦の小銃要員として選抜された。
別の戦後の国防海軍に入隊し、「第二のみらい」の乗員となる。
篠原（しのはら）
航海科。階級は一等海尉。角松派の一員。
階級から「航海士」の任にあると思われる。親が自衛官で、なおかつ「親が自衛官という理由だけで虐められる地域」で育ったことから戦中の軍国主義には否定的で、菊池派によるクーデター時に角松らと「みらい」を下艦する。
その後、角松が米内と会談しているときに、柳、麻生とともにある喫茶店で角松と落ち合うために待っていたが、3人で反体制的な話をしていたため、それを怪しんだ喫茶店の主人に通報され、特高警察によって戻ってきた角松と共に拘束される。そして、苛烈な拷問により危篤状態となるが「非国民」を蔑視する彼らによって治療を受けられず、止む無く角松が米内に迷惑がかかるのを承知の上で命を救おうと米内の名前を出し、米内の力で医者を手配するよう試みたものの、当の米内が到着した時には一足遅く、肺気胸によって死亡していた。角松が釈放された折には、米内の尽力によって遺体も引き渡される。その遺骨は、角松らによって横須賀の海に散骨された。 

野口（のぐち）
航海科員。階級は海士。菊池派の一員。
初登場時はクーデター武装の銃が隠されたジャガイモのコンテナを輸送するシーンから。その後みらいの対潜活動に対しての角松の批判での暴力沙汰やクーデター時の立花との揉み合いで銃創を受けるシーンなど重要な場面で登場するが負傷以降は一度も出ていない。

### 第三分隊「機関科」
桜井一彦（さくらい かずひこ）
二等海曹。極度のゲームマニアで、タイムスリップしてからはストレスで持ってきたゲームをやりつくす。トラック諸島から横須賀基地に帰港する際には何かが起こるのではないかと期待していたが、何も起こらなかったため「もう道は残されていない」と落胆する。しかし横須賀への上陸をきっかけに再び前を向きなおした。「みらい」に戻った角松に、「菊池がタラワに向かう間、角松が指揮権を取り戻すのではないか」と問うが、角松は「空き巣のような真似はしない」と否定し、後にそれを裏付けるかのようにタラワに同行した。
別の戦後の国防海軍に入隊し、「第二のみらい」の乗員となる。

### 第四分隊「補給科・衛生科」
桃井佐知子（ももい さちこ）声 - 井関佳子
衛生科衛生士。階級は一等海尉。
女性自衛官であり、みらいクルーの中では紅一点。物語終盤は内地にて菊池と行動していた。戦後、菊池と一緒に乗っていた沖縄県那覇市行きの飛行機が東シナ海上空で行方不明となり消息を絶つ。
救助・治療後に意識を取り戻した草加が初めて、みらいの日本人として会話した人物。
別の戦後の国防海軍に入隊し、「第二のみらい」の乗員となる。
給養員長声 - 内藤玲
補給科給養員長。
劇中では、梅津によるタイムスリップをした艦内放送を聴いても動じず、「腹は減るから飯を炊かないと」と部下を一喝している。
麻生がジャガイモを危うく落としそうになり慌てる仕草を見せたり、食糧調整で米の量が少ないとクレームを入れた柳に対して、「文句があるなら俺じゃなくて上に言え」と一喝するなどかなり恐れられている。
普段の態度の反面シャイな性格な様子で、大日本帝国海軍の軍装に着替えての写真撮影の際赤くなった様子があった。

### 第五分隊「飛行科」
佐竹守（さたけ まもる）声 - 松山鷹志
飛行科第341航空隊艦載ヘリ「海鳥」（架空のティルトウィング機）パイロット。階級は一等海尉。
小笠原での偵察活動中に二式水戦の迎撃に遭い、部下の森を亡くした事で自責の念にかられる。ニューギニアからの日本軍撤退支援作戦中、アメリカ陸軍航空隊に遭遇し、A-20の銃撃で機銃を破壊され、直後にB-25の反跳爆撃からみらいを死守すべく海鳥ごと500ポンド弾に突撃し、殉職。佐竹の死はその後のみらいに多大な影響を与えており、角松と菊池の対立の表面化や乗員たちがみらいの現体制の不満を露わにし始めるなどの傾向があった。
館山基地の近くに自宅を構えていて、妻明子、息子翔太（小学六年）がいた。
別の戦後の国防海軍に入隊し、「第二のみらい」の乗員となる。
森（もり）声 - 冨田真
飛行科第341航空隊艦載ヘリ海鳥射撃士。階級は三等海尉（アニメ版では二等海尉）。1982年9月3日生まれ。乙女座。
小笠原での偵察活動中、二式水戦の迎撃を受け機上で殉職。みらいクルーの中では最初の殉職者であり、遺体は海葬された。既婚者で2歳の子供がいた。
林原克敏（はやしばら かつとし）声 - 宮野真守
飛行科員。階級は三等海尉。
殉職した森に代わって海鳥の射撃士となる。作戦任務では機長の佐竹を尊敬している描写がある。ニューギニアでのアメリカ陸軍航空隊との戦闘後はヘリコプター「SH-60J」のパイロットに就く。自分やみらいを庇って捨て身の防戦をとった佐竹を忘れられずにいる。マリアナでは原爆解体を前提に角松を中心とした突入部隊を「大和」に降下させる。その後、迫り来る米軍機に抵抗しながら「みらい」に向かったが、あと僅かというところで、ヘルダイバーの銃撃によってテールローターを破壊されてしまう。機関科員の桜井二等海曹を脱出させた後、着艦を試みるが失敗。SH-60Jは機首を真下に飛行甲板へと突っ込んで大破し、自身はコパイの柿崎に向けて「帰ってきたぞ」と叫ぶが、その直後機体の横転によってコクピットごと潰されて殉職した。しかし着艦寸前にエンジンカットを行いエンジンへの燃料流入を防いだことで、火災の発生を防ぎ「みらい」へのダメージを最小限に抑えた。また、どんな形であれシーホークを着艦させたことで機の電子機器を失うこと無く残すことに成功し、とりわけ機のレーダーは当時艦載レーダーを失っていた「みらい」の新しい電子の目となった。
なお彼はSH-60の機長だが、コクピットの座席に座っている位置が実際とは逆である（ヘリコプターは右側が機長席）。
柿崎（かきさき）
飛行科員。階級は一等海曹。
ヘリコプター「SH-60J」のコパイとセンサーマンとドアガンのガンナーを勤める。マリアナではハンドアローで直接米軍機の迎撃に当たっていたが、ヘルダイバーの銃撃でテールローターを破壊され、みらいへの着艦の際に林原とともに殉職した。

### 非戦闘員
片桐（かたぎり）声 - 川本成
フリージャーナリスト。
海外派遣の取材のためみらいに乗艦するがタイムスリップに遭遇。しかし、ジャーナリズム精神を捨てることなく、ピューリッツァー賞を狙っている。
大和強行移乗作戦では「原爆を撮りたい」と角松達に同行を求め、断られてもなお自分のカメラを差し出し「せめてこれで原爆を撮って欲しい」と訴え、角松にカメラを託した。その後、角松がこのカメラで原爆を撮ることは無かったものの、大和沈没後に角松はカーネルの座乗する米駆逐艦「チャールズ・オースバーン」に向けてカメラのフラッシュで発光信号を送り、相手が気づいて近づいてくるのを確認してからカメラを海へと捨てた（ちなみに角松はカメラを未使用時、防水袋に入れていた）。

## 大日本帝国

### 海軍（大日本帝国）

#### 架空の人物
みらい乗組員に対し、海軍の架空の人物は、大半が水に関する漢字（さんずい等）の入った苗字が多い。
津田一馬（つだ かずま）声 - 野島健児
通信参謀。階級は大尉。海軍兵学校61期生。大正2年（1913年）生まれで登場時は数えで29歳である。
草加の元部下で、彼を尊敬している。山本五十六の密命で特務機関を指揮し、シンガポールで草加を追った。後に駐独武官の経験を買われてヒトラー暗殺指令を受けドイツに潜入するが、失敗。その後は草加に救助され何とか意識を保っていたが遂に力尽き最後に再び出会えた草加が自分が知る草加であってホッとしたと言い残してこの世を去った。
遺体は草加と吉村の手によりザルツブルクが見渡せるモミの大木の下に埋葬された。またみらいの艦内にも遺影と献花台が設置されている。なお彼の所持品で兵学校卒業の記念の贈答品である精工舎製の懐中時計は傷付きながらも動いており形見として草加の懐に仕舞われた。
滝栄一郎（たき えいいちろう）声 - 石塚運昇
軍令部参謀⇒連合艦隊参謀⇒大本営海軍部参謀部第一部第一課参謀。階級は少佐⇒中佐。
草加とは海軍兵学校及び海軍大学校で同期であり、またライバルでもある。卒業時には次席である草加を越えて首席で卒業。父親も海軍将校のエリート。海軍を中心とした考えで階級が上の人物に対しても物怖じしない強固な意志を持つ。ニューギニアの撤退作戦直前に、昇進しているが詳細は描かれてない。
当初は予言に縛られることを嫌い、みらいを危険視し、米機動部隊を利用して撃沈を図り、またラバウルで山本五十六を射殺した米兵を山本の遺言（捕らえて、取り調べる事）を破る形で自ら殺害した。対立していた草加の計画に後に賛同し、菊池にはみらいでの反乱を唆した。マリアナ戦時では計画を実現すべく、講和内閣成立を目的に終戦工作に奔走する。
戦後は政界入りして政調会長になっており自由党総裁選を目前に控えている。その際、角松と電話で会話しており、「総裁選に勝てる自信がない」と弱音を漏らすものの角松に「大丈夫だ、あんたなら勝てる」と太鼓判を押される。
河本（かわもと）声 - 永野善一
特務機関員。階級は兵曹長。
東南アジアで草加及び角松を追ってみらいに遭遇し、以来尾栗と親しくなってからは幾度となくみらいクルーに手助けをしているが、本人曰く「みらいと関わりすぎたが故に飼い殺しにされた」とのこと。
妻と2人の娘が広島市内にいる。
如月克己（きさらぎ かつみ）
上海陸戦隊連絡将校。階級は特務中尉。支那服が特徴的。血液型は角松と同じA型。
米内の特命で満州で角松と共に草加の追跡や南京で梅津と共に草加の原爆の破壊に出たり、パラオでは河本や角松らみらい乗員と共にみらい奪還の手助けをするなどのサポートを行っている。内地に帰還後は同じく帰還した菊池とともに情報収集をしていた。
常に冷静沈着で任務遂行の為であれば手段を選ばないが、満州では草加に撃たれた角松に自分の血を輸血する、角松に協力しようとする菊池に理解を示すなど篤い面もある。
戦後は軍を除隊後、民間の貿易商社に就職。渡米時に角松と再会し、終戦のいきさつや、菊池たちのその後を語る。
島本（しまもと）声 - 小山剛志
潜水艦「伊-21」艦長。階級は大佐。
滝と共にみらいを尾行し、みらいから移乗してきた角松と柳の2人を閉じ込めるが、角松が米軍との戦闘を望んでいないと滝に訴える姿を見て、彼の心情を理解する。みらいによるワスプ撃沈後、攻撃中止するとともに再度浮上する。
迫水（さこみず）
キスカ守備隊長。階級は大尉。
キスカで米軍の猛攻に晒され、ミッドウェー敗北による戦略価値喪失を理由に撤退を決断。みらいが米艦隊と交戦している隙に陸海軍共に多くの将兵らを率いて潜水母艦「平安丸」での脱出を試みる。
渡井（わたらい）
キスカ守備隊所属のパイロット。階級は中尉。
撤退準備が進む中、濃霧が晴れていないにも関わらず、二式水戦による出撃を試みる。
花子という飼い犬がいる。キスカに来る前は重巡洋艦利根に索敵機のパイロットとして乗り込んでおり、ミッドウェーの敗北は索敵機が飛ぶべき時に飛ばなかった事にある、自分はその際索敵機不足を認識しながら上官に具申する義務を怠ったと悔やんでおり上記の出撃を迫水に嘆願する。
秋山（あきやま）
航空機搭乗員。階級は大尉。
ミッドウェーで空母「赤城」の撃沈から生還した人物。YZ作戦中に天山にてコロンボの英軍基地を空爆中、対空砲火や英爆撃機モスキートの追撃に遭うがみらいの助力で何とか飛鷹型空母「隼鷹」への帰還を果たす。その後、ベンガル湾奇襲作戦で第一次攻撃隊が全滅したのを機に零戦で第二次攻撃隊の一員として空母龍驤から英印軍航空隊を迎え討つが、スピットファイアとの空中戦に破れ、戦死する。
堀田（ほった）
潜水艦「伊-152」艦長。登場時の階級は少佐。
予備役だったが米内の特命で現役復帰し、角松らのみらい奪還をサポートするためパラオへと向かう。
立石良則（たていし よしのり）
駆逐艦「島風」艦長。登場時の階級は少佐。
「対潜の鬼」という異名をとる人物。艦の機関ボイラーを異常燃焼させて故障を装い艦隊を離脱、単独でフィリピンのシブヤン海で潜水艦「伊-152」を発見し、執拗に爆雷で攻撃を謀る。追撃は、中止となったがその後偶然、草加の原爆を密かに積んだ輸送船団を護衛していた。
高瀬進（たかせ すすむ）
戦艦「大和」付偵察機「零式水偵」搭乗員。階級は大尉。
補給物資の点検を口実に大和から「二式水偵」で鴻上を原爆のあるサイパンまで連れて行かせる。マリアナ戦では夜戦で米戦艦への接近戦を有利に持ち込むために水偵からチャフをばら撒き、米戦艦群を発見する。
島津（しまづ）
軍医。階級は大尉。
マリアナ戦中、大和で負傷兵たちの治療に当たる。負傷後の鴻上の行動に疑念を抱き、そして大和上層部と共に彼の反乱に遭遇し、司令部に軟禁される。その後、謀反者を除く乗員と共に大和から離艦する。

#### 大和反乱乗員
鴻上一輝（こうがみ かずき）
戦艦「大和」機関科罐部指揮官。階級は大尉。愛媛県出身。
マリアナでの対米決戦に備え、草加の特命でサイパンに保管された原爆を大和の後部主倉庫に搭載し、300名の部下たちを表向き「勉強会」として率いている。そして日米戦艦同士の夜戦を機に大和を占拠し、核戦略に出る。しかし、米軍機の攻撃で受けた傷を抱えながら十分な治療を施さずに行動し続けていたため、衰弱死する。
倉本（くらもと）
戦艦「大和」機関科倉庫長。階級は上等兵長。
鴻上の腹心で彼から原爆の極秘文書を託され、頭の中に叩き込んですぐに焼却するはずだったが、外部に漏れそうになり、危うい所を鴻上に助けられる。負傷して動けない鴻上に代わって後部倉庫に行く途中、米戦艦群の弾雨で切れた空中線に頭を直撃され、戦死。
野尻（のじり）
戦艦「大和」航海長補佐。階級は大尉。
鴻上の補佐を務めた上で夜中での日米戦艦同士の交戦中に鴻上と共に艦内クーデターを引き起こし、大和を占拠。大和司令部乗員を軟禁し、「米艦の攻撃による司令部壊滅」とでっち上げた後、米軍機による雷撃で重傷を負った鴻上の代わりに指揮を執る。しかし、米軍機の爆撃に遭い、戦死する。

#### 実在の人物
以下実在の人物の詳細は全て、名前部分のリンク先も参照。
山本五十六（やまもと いそろく）声 - 外波山文明
連合艦隊司令長官。階級は大将⇒元帥。
本作ではミッドウェー作戦中にみらいと遭遇。やがてみらいの信念に理解を示し、擁護しつつ海軍への吸収を試みる。草加を厚く信頼している。自らの「運命」に挑戦するため滝中佐らを伴いラバウルへと向かうが…。
米内光政（よない みつまさ）声 - 佐々木敏
三国同盟や太平洋戦争に反対した予備役将校。階級は大将。岩手県盛岡市出身。
横須賀でみらいを単身訪れ日本の将来に支障をきたすことを理由に自沈を促すが、角松から後に犠牲となる人々を見捨てられないと反論され、ひそかにサポートすることに。角松が、父親の事故死を経て、自身の考えを理解するようになってからは全面的に支援するようになり、草加が満州に渡ったことを教え如月を同行させた他、特高警察に逮捕された角松の釈放に尽力している。
俘囚長だった安倍貞任の末裔を自任する戦略的な平和主義者。同時代人には理解しがたい遠大な日本観・日本人観を抱いており、軍国主義に狂った日本が太平洋戦争で大敗北し、過ちに気付くことを願っている。
黒島亀人（くろしま かめと）声 - 赤星昇一郎
連合艦隊総参謀。階級は大佐。
みらい艦載ヘリ「海鳥」で帰還した草加からみらいの存在と日本の第二次世界大戦の行く末を知る。
宇垣纏（うがき まとめ）声 - 坂東尚樹
連合艦隊参謀長。階級は少将。
黒島と同じくミッドウェーから帰還した草加からみらいと大日本帝国の敗北を知る。マリアナ海戦では草加の具申した連合艦隊司令部の大和型戦艦「武蔵」から大淀型軽巡「大淀」への移動案に反対していた。
三川軍一（みかわ ぐんいち）声 - 高瀬右光
第八艦隊司令長官。階級は中将。
ガタルカナル島に急行し、史実の第一次ソロモン海戦で勝利を収め輸送船攻撃の任務を「大和」に譲った。
岡村徳長（おかむら とくなが）声 - 石塚堅
海軍第13設営隊隊長。階級は少佐。
ガダルカナルで角松に出会い、彼からガダルカナルの戦いの結末を知る。サイパンでは要塞化に向けての建設作業の指揮を執る。
豊田副武（とよだ そえむ）
横須賀鎮守府長官。階級は大将。
みらいに関して表面上は快く思っていないように見えるが特高に連行された角松と篠原を身柄引き渡しを名目に釈放させたり、みらいから送られた対潜哨戒中止の電文を海護総隊に返信したりと尽力を見せる。
古賀峯一（こが みねいち）
ラバウルで戦死した山本の後に新任した連合艦隊司令長官。階級は大将。
マリアナ戦で連合艦隊司令部を大和型戦艦「武蔵」から大淀型軽巡「大淀」に遷すよう促し、自ら「武蔵」に留まる草加を信用する。
大野竹二（おおの たけじ）
戦艦「大和」艦長。階級は少将。
鴻上と野尻による艦内クーデターによって大和司令部乗員や報告に来ていた島津と共に、司令部に軟禁される。やがて、尾栗や青梅達の攻撃によって大和が機関部に損傷を受け機関停止を余儀なくされた後、零観にて大和にやって来た草加より現状説明及び総員退艦（謀反者を除く）を勧められ、総員退艦命令を発動する。
岡敬純（おか たかずみ）
海軍省軍務局長。階級は中将。
みらいの横須賀入港に対応する。

### 陸軍（大日本帝国）
辻政信（つじ まさのぶ）声 - 亀山助清
大本営派遣参謀。階級は中佐。
史実より2ヶ月早くトラック諸島を訪れ、山本に大本営による統帥権を笠に着て一木支隊のガダルカナル上陸許可を半ば強引に求める。やがて草加と出会い、みらいの情報から得た日本の敗戦を信じなかったものの、石原に合わせる為に百式司偵を提供させる。
梅津美治郎（うめづ よしじろう）
関東軍総司令官。階級は大将。
満州国建国10周年記念パレードの最中に起きた皇帝・溥儀暗殺未遂事件による満州動乱を予期し、満州国軍の宿営地を制圧すべく、戒厳令を発動する。やがて溥儀の死で中国戦線から戒厳令下の治安維持の為に増派されることに痺れを切らす。
瓜生（うりゅう）
関東軍参謀。階級は大佐。
満州の建国10周年記念パレードで起きた安藤の溥儀暗殺未遂に裏があるとかぎつける。マリアナ海戦時では内地にて滝と共に陸軍主戦派を抑えるべく、終戦工作に関わる。戦後に如月が角松に語ったところによると、海軍では滝が（秘密保持の観点からも）地道に日本中を説得行脚にまわったのに対し瓜生は陸軍の主戦派に対し場合によっては強硬策（実力行使）を採ったとのことである。
天津甘栗が好物で石原曰く「彼が策を講じるときにはこれを欠かさない。」
穂積松年（ほづみ まつとし）
独立歩兵第301大隊長。階級は少佐。実在の人物。
海軍を中心としたキスカ守備隊救援の為に占領していたアッツ島を放棄し、キスカ島に移る。ここでミッドウェー敗北による戦略価値喪失を理由としたキスカ撤退に多くの部下が反対する中、自身はキスカ守備隊長・迫水の意見に賛同し、撤退を決意する。
東條英機（とうじょう ひでき）
第40代内閣総理大臣兼陸軍大臣。階級は大将。
陸軍の中国戦線縮小と海軍の絶対国防圏縮小に疑念を抱き、また確執のあった石原からイタリアの無条件降伏の情報を知り、早々と天皇に戦争継続を上奏する。対米講和については完全勝利でなければ日本の未来は皆無と反対するも、内心では少しの可能性があるのではないかと思っている。

### 宮中
木戸幸一（きど こういち）
内大臣。
山本のみらい補修作業の交換条件を目的とした要請で二式大艇にて相模湾に停泊中のみらいを来訪。資料室で日本の敗北を知り、陸海軍の主戦派を押さえ込むため米内と共に終戦工作を行うことを決意する。

### その他
角松洋吉（かどまつ ようきち）声 - 乃村健次
東京都深川に住む指物師。洋介の祖父。1942年当時の年齢は36歳。
腕利き職人ではあるが飲んだくれが災いし、妻に逃げられ、息子の洋一郎も兄夫婦に引き取られる。
角松洋一郎（かどまつ　よういちろう）声 - 稲田徹
海上自衛隊自衛官。洋介の父で洋吉の息子。1942年当時の年齢は8歳。
本来の歴史では、洋吉の行状を見かねた伯父夫婦に育てられた後、洋吉の希望とは違い、指物師ではなく海上自衛隊の自衛官となる。その結果、洋吉との関係はあまり良いものではなくなる。
みらいと草加による影響を受けた世界では、みらいの横須賀入港までは本来の歴史と同じ人生を歩むものの、交通事故によって死亡する。このことは角松洋介に歴史が変化していることを強く認識させることとなる。

## 草加のジパング創立のための仲間たち
吉村次郎（よしむら じろう）
元満鉄調査部員。バイオリン演奏が趣味。
学生の頃にマルクス主義に興味を持ち、特高警察による弾圧を受けたことで中国大陸に渡る。リベラルな人たちが集まる満鉄調査部に就職したが、そこでも関東軍による満鉄調査部事件を受け、それ以降は草加と共に溥儀暗殺やウラン235入手及び原爆製造等に関わる。マリアナ戦の時期には終戦工作での外務省官僚との接触後に菊池と如月に捕らえられ、米内に草加の動向を伝える。
倉田万作（くらた まんさく）
物理学者。原爆開発の張本人。
京大で仁科芳雄の下で中間子理論を研究し、湯川秀樹と同じく秀才であったが、滝川事件に対する抗議運動に参加したことで学界を追放される。その後は草加と協力し、原爆開発に携わる。
民間輸送船でトラック諸島から内地への帰還途中、米ガトー級潜水艦の攻撃を受けてみらいに救助された際に角松と出会い、彼の草加に対する心情を知る。
石原莞爾（いしわら かんじ）声 - 龍田直樹
大日本帝国陸軍予備役⇒支那派遣軍総参謀長。階級は中将。
本作では草加がみらいから得た情報と野望に賛同し、支那派遣軍総参謀長に復帰後は毛との密談や南京での原爆製造等に関わる。原爆を止めにきた梅津を配下に殺害させた。
なお、本作では髭を生やした姿で登場するが、史実の石原は髭を生やしていない。

## アメリカ合衆国

### 海軍（アメリカ合衆国）
クリス・エバンス声 - 堀内賢雄
ガトー級潜水艦「ガードフィッシュ」艦長。階級は中佐。
一番初めにみらいに遭遇し、6発の魚雷を発射するも回避され、みらいのアスロック攻撃を受ける。その後追撃を行わずみらいの戦闘能力を司令部に報告し、セクションSでハットンと同じ機体に搭乗するも、みらいの後部ファランクスによる集中砲火を浴びて頭部に直撃を受け、戦死。ポーカーをたしなむ描写があるが、ハットンには数回にわたり負けているらしく、劇中でも彼に2000ドルを巻き上げられている。
サミュエル・D・ハットン声 - 広瀬正志
空母「ワスプ」に所属するVB-6航空隊隊長。階級は中佐。既婚である。
クリスとはポーカー仲間であり親友。あだ名はならず者（コーク・スクリュー）。ヨーロッパ戦線でほぼ無傷に近い戦績を誇ったことがあった。オーストラリアでクリスに会い、みらいの存在を知る。サイパン沖で爆撃機SBDドーントレス部隊を率いてみらいと戦い、中破させるも多数の僚機を撃墜され、さらに母艦である空母「ワスプ」がトマホークミサイルで撃沈されたことで多くの部下を失う。セクションSでは爆撃機50機+戦闘機50機の大編隊による攻撃に参加するものの失敗。乗機である爆撃機B-17を撃破される。仲間たちを脱出させた後、自動操縦が使えないことを知ると、落下傘降下中の仲間を巻き込まないように機体の操縦を続け、最後は機体と運命を共にする。
絵描きの才能が有り、彼の描いたみらいのスケッチはセクションSで最重要資料としてルーズベルト大統領の手に渡ることとなる。
ウィリアム・テイラー
ノースカロライナ級戦艦「ノースカロライナ」副長。階級は中佐。
ノースカロライナから空母ワスプ撃沈を目撃し、ハワイでハットンからみらいの情報を得る。アリューシャンでみらいに遭遇して戦うも、みらいのピンポイント射撃で多くの艦艇が戦闘不能となりノースカロライナをも大破する。セクションSではみらいとの戦いで唯一生き残り、日本軍の捕虜となる。その後収容地で角松と接触する。
グレイ声 - 小杉十郎太
空母「ワスプ」艦長。階級は大佐。
「CX（みらい）横須賀入港」の暗号文により、みらいの調査及び攻撃のためにノイズ少将の指揮下で出撃。みらいのトマホークにより「ワスプ」が沈没し重巡「サンフランシスコ」に移乗後、救助されたハットンの記憶を元にみらいの外見のラフスケッチを描いた。
ノイズ声 - 石原凡
アメリカ合衆国海軍将校。階級は少将。
「CX（みらい）横須賀入港」の暗号文により、みらいの調査及び攻撃のために「ワスプ」以下計12隻の艦隊を率いて出撃。みらいのトマホークにより「ワスプ」が撃沈され、ニューオーリンズ級重巡「サンフランシスコ」に移乗した。
みらいを敵視しており、「ワスプ」攻撃後もみらいへの憤りを最後まで見せたが、アニメではみらいからの攻撃中止要求を拒否したことを悔いる一面を見せた。
アーネスト・J・キング
登場時は合衆国艦隊司令長官兼海軍作戦部長。階級は大将。
マッカーサーのフィリピン侵攻案に対し、爆撃機B-29「スーパー・フォートレス」で日本への戦略爆撃を可能にすべくマリアナ侵攻案をルーズベルトに具申し、認定される。
フランツ・グールド
従軍記者。大尉扱い。
タラワ環礁・ベチオ島の日本軍の輸送船の写真を見て撤退と見抜き、それを究明すべくスプルーアンスの下で海兵隊偵察小隊と共に上陸。そこで角松や菊池とみらいに遭遇し、カメラに収めるがクラークに回収される。マリアナ戦ではカーネルやクラークとコンタクトをとりながらもみらいを嗅ぎ付ける。
戦後は軍を除隊し、アメリカ財界・ワシントン・軍に影響を及ぼす日系人実業家のデニー・マツオカに関する伝記を執筆している。そのデニー・マツオカこそ終戦直前にＢ-29に載せられて共に米本国に護送された仲である角松であり、戦後マサチューセッツ州ナンタケット島で隠棲していたマツオカ＝角松を訪ねて旧交を温めている。
ハリー・カーネル
海軍作戦部将校。階級は少佐。
B-24が空撮した日本軍サイパン基地の写真を見て余裕げに勝利を確信する参謀らをよそに自らは日本軍がミッドウェー敗北後、兵力を減らさずに国力を補うべく戦線をマリアナまで縮小させて迎撃に出たことを見抜いた上、日本軍の行動を大きく変えた存在（草加）に気付く。マリアナ戦では左目を失明しながらもグールドやクラークとコンタクトをとりつつみらいと草加を嗅ぎ付ける。やがてルーズベルト大統領からの特命により、原爆の存在を暴くべくみらい及び大和の拿捕に奔走する。
大戦の講和から26年後の世界では、外交問題評議会の理事を務める。
掲載誌では角松、草加に次ぐ「第三の男」と評される。アメリカ側の主要人物。
ウィリアム・F・ハルゼー
登場時は太平洋艦隊第3艦隊提督。階級は大将。
ガダルカナルの日本軍の暗号解読中、トラックから発信された「CX（みらい）横須賀入港」の暗号文を掴み、関心を抱く。アポなし取材でやってきたグールドから対日反攻作戦の指揮を外されたことを指摘されるもスプルーアンスの失態を機に任務復帰の可能性を見込まれる。
レイモンド・A・スプルーアンス
太平洋艦隊第5艦隊提督。階級は中将。
ギルバート諸島攻略をキングより命じられ、日本軍の撤退を疑いつつも、ポートランド級重巡「インディアナポリス」を旗艦に大艦隊を率いてマキン・タラワに向かい、島嶼への3万発の砲撃や380機もの航空機による爆撃を敢行。しかしそれは無人化した島を攻撃させて燃料及び弾薬を浪費させるという草加やみらいの策略であったため、キングの逆鱗に触れてしまう。その後何とか許され、マリアナでの対日戦では指揮を執が、サイパン島では日本軍の強靭な防空体制を崩す事が出来ず、マリアナからの撤退命令を下す。
マーク・ミッチャー
高速空母機動部隊司令。階級は少将。
マリアナ戦でスプルーアンスと共に航空機での戦闘を経て日没後、アイオワ級戦艦「アイオワ」を中心に日本の連合艦隊との夜戦を繰り広げる。作戦に口出しするカーネルを快く思っていない。「戦艦大和に原爆が積載されているかを暴き出せ」というルーズベルト大統領直々の特命を受けたカーネルに指揮権を事実上握られたことに不満を抱きながらも、原爆の起爆装置が発動した大和に向けて砲撃命令を下す。その後、角松から原爆に関する情報を耳にしたカーネルの助言により、艦隊を後退させる。
ジョーンズ
ワスプ航空隊の一員。階級は大尉。
ハットンと共にみらい攻撃に参加するが、対空ミサイルにより返り討ちにあう。しかしその後重傷を負うも奇跡的に生還し、ベッドの上で同じく生還したハットンに対し「返ってきました」と伝える（ただしアニメ版ではその後死亡してしまう）。

### 陸軍（アメリカ合衆国）
レズリー・R・グローヴス
陸軍マンハッタン工兵管区（マンハッタン計画）司令官。階級は准将。
ワシントンD.C.にてマンハッタン計画の遂行に忙殺される中、マクローリィからヨーロッパで濃縮ウランを入手した東洋人（草加）の存在と、彼が長距離高速機A-26を利用して満州に渡ったことを知り、事実究明に乗り出す。
ジム・マクローリィ
陸軍マンハッタン工兵管区（マンハッタン計画）メンバー。階級は少佐。クラークの義兄。
SIS（イギリス情報局秘密情報部）からコペンハーゲンで濃縮ウランを入手した東洋人（草加）の存在と、それに関わり反ナチのデンマーク軍大佐にその事実を伝えた後に事故死したクリューゲの助手クラウス等の情報を得て、クラークやグローヴスに報告する。

### 海兵隊
アレキサンダー・A・ヴァンデグリフト声 - 柴田秀勝
海兵隊第1海兵師団長。階級は少将。
初陣であるガダルカナルへの上陸を指揮する。第一次ソロモン海戦後、揚陸された小麦粉に放たれたみらいのハープーンミサイルや、戦艦 「大和」の砲撃とそれを迎撃するスタンダードミサイル（アニメ：シースパローミサイル）に混乱する。

### 政府首脳
フランクリン・D・ルーズベルト
第32代大統領。
日本軍のインド奇襲攻撃からイギリスを救援するため、又はアジア共産化に向けた石原と毛の密会による戦後アジアの覇権喪失の危機から脱却するため、草加の策略通り大戦初期から戦力が整っていない状態の太平洋艦隊をマリアナへ出撃するよう命じる。マリアナ戦が行われている最中、マクローリィ・グローヴス・ルメイの3名からみらいと大和に搭載されている原爆の存在を知らされ、事実解明のために2隻の拿捕を命じる。
コーデル・ハル
国務長官。
カサブランカ会談でのチャーチルとルーズベルトの無条件降伏発言に対し、自らは講和つきの条件降伏で平和的解決を模索する。

### セクションS
ハロルド・ボーウェン
対みらい特務機関「セクションS」のリーダー。階級は少将。
みらいの実体を付き止めるべく、エバンス・ハットン・テイラーの3人にさらに詳細を調査するよう命じる。
ハワード・ヒューズ
アメリカ石油・映画・航空産業界実業家。
セクションSに参加し、みらいの正体をつきとめるべくみらいに5千万ドルの懸賞金を出す。
グレン・クラーク
アメリカ海軍情報部分析官。階級は少佐。マクローリィの義弟。
知日派でセクションSに所属し、タラワでグールドが撮影したみらいの写真を調べ、その正体を突き止める。
大戦から26年後、統合参謀本部副議長に就任している。
ジャック・ルメイ
アメリカ海軍情報局所属。階級は大佐。クラークの上官。
女性好きな言動が目立つところはあるが、情報将校としての実力は優秀。クラークやカーネルからもたらされた草加の原爆に関する情報を得、マクローリィに伝える。その後、ホワイトハウスのルーズベルトに自らそれを伝えると同時に、みらいおよびセクションSに関する資料を開示。この結果、セクションSは事実上ルーズベルトの指揮下に入り、事を秘匿していたことに対するペナルティーは消えた。

## アジア

### シンガポール
照子（てるこ）声 - 仲尾あづさ
シンガポール「昭南市」在住の日本人。
勤めていた昭南楼で、草加、角松の二人が鉢合わせした津田を振り切るのを助ける。イギリス人の夫との間に生まれた一人息子がいる。

### 満州国
安藤（あんどう）
満州国軍第一飛行隊長。階級は上校（大佐）。
草加・吉村の手引きで満州で開催された建国10周年記念パレードの会場で、編隊飛行を率いている途中、離脱して壇上にいる溥儀暗殺を試みる。
ユーリ・ダニロフ
ハルビン在住の亡命ロシア人貴族。
草加のみらいから手に入れた大慶油田の情報に当初は疑念を抱くものの、結局それを信じてOSSに提供する。
愛新覚羅溥儀（あいしんかくら ふぎ／アイシンギョロ プーイー）
満州国皇帝。
首都新京で開催された建国10周年記念パレードの最中に安藤の乗った航空機の攻撃を受けるも、角松・如月により事なきを得る。その後、矢吹の家に匿われるが…。
矢吹（やぶき）
満州在住の元海軍軍医。
如月の元上官で、彼からは今でも少佐と呼ばれている。

### 中国
毛沢東（もう たくとう/マオ ツォートン）
中国共産党兼八路軍指導者。
草加による溥儀暗殺で戒厳令下の治安維持の為、日本軍が中国戦線から満州国へ撤退した後、国共合作の崩壊を予期して石原と出会い、彼の考えに賛同し、極秘支援のための密約を交わす。

### イギリス領インド帝国
スバス・チャンドラ・ボース
自由インド仮政府首班兼インド国民軍総司令官。
遣独潜水艦作戦にてフランス大西洋岸にあるブレストからUボート潜水艦「U-180」と伊号潜水艦「伊-29」を乗り継いでスマトラ島に赴く。草加と出会ってからは日本海軍のインド洋侵攻の事実を知る。後に大東亞会議に出席する。
ナヤン・プラカシュ・シン
イギリス領インド空軍航空隊長。階級は少佐。
カルカッタに生まれ、名門プリンス・オブ・ウェールズ・ミリタリー・アカデミー出身のエリート。ラングレーからみらいと日本軍のポートモレスビー空襲を知り、みらいのECMによる電波妨害発生と同時に自らの部隊を率いて日本軍航空隊を迎え撃つ。その後はみらいのESSMにてスピットファイアを撃墜された後に捕虜となり、ラングーンに収容される。
かつてはボースの親友であった。
ラングレー
イギリス領インド空軍航空隊司令。階級は大佐。
シンが最も尊敬している人物である。シンにみらいと日本軍ラバウル航空隊のニューギニア空爆を伝え、電波妨害の発生と同時に日本軍の奇襲攻撃を予期し、早々と出撃を命じる。シンに日本軍の位置を伝えた後、彼の付近の給油車を狙った手負いの日本軍機の体当たりに巻き込まれ、戦死。

## ヨーロッパ

### ドイツ第三帝国
カール・フォン・シュタイナー
ドイツ国防軍防諜部所属の反ナチ派将校。階級は大佐。
A-26で訪独使節団としてやってきた津田と手を組み、空母「グラーフ・ツェッペリン」でヒトラー暗殺を謀るが、失敗に終わって重傷を負い津田に委ねた後、故意に殺される形で死亡。
上官は防諜部部長のヴィルヘルム・フランツ・カナリス海軍大将である。
プロシア貴族出身で既婚者であり、三男一女の父親でもある。
モデルは「ヴァルキューレ作戦」で知られるクラウス・フォン・シュタウフェンベルク大佐。
塚越賢爾（つかごし けんじ）
長距離双発試作機A-26機関士兼朝日新聞記者。母親がイギリス人の、日英ハーフ。
田中英人（津田）の行動に不審を抱きつつも彼を見守る。帰国時には濃縮ウランを手にした津田（草加）を満州へ向けて乗せる。
大島浩（おおしま ひろし）
駐独大使。
A-26でやって来た訪独団一同をサポートする。その後、サイパン決戦に際してヒトラー宛に電文を送るが、その電文はイギリス当局によって傍受され、チャーチルへと伝わっていた。
ハンス・クリューゲ
ポーランド生まれのユダヤ人物理学者。
ナチスのホロコーストで弟を殺され、NKVDの資金援助によりドイツ占領下のコペンハーゲンでウラン235の濃縮作業にあたる。草加からカティンの森事件に関する情報を知らされてからはソ連ひいてはスターリンに不信感を抱き、彼に5万スイス・フランでウラン235を売る形で取引を成立させる。そして助手のクラウスにプラントの処分を託した後に行方をくらます。
かつてニールス・ボーアに師事していたことがあった。
クラウス
クリューゲの助手を務める物理学者。
草加とクリューゲのウラン取引に関わり、クリューゲ失踪後は彼の命令で核プラントの処分に当たる。その後は原爆の情報を提供する見返りにスウェーデンへの亡命を反ナチのデンマーク将校に望むも、途中でトラックに撥ねられ死亡。所持していた原爆に関する情報を記した資料は撥ねられた際に川に落ち、そのまま誰の目に触れることなく沈んでいった。
アドルフ・ヒトラー
ドイツ第三帝国総統。ナチス党首。
ベルヒテスガーデンにある別荘・ケールシュタインハウスでヨーゼフ・ゲッベルスと共に田中（津田）を招き入れる。やがて田中の本心を見抜き、2人きりになったところで会話を交わし、そこでこの戦争の真の敵がアメリカやイギリスではなくソ連のスターリンであると明かす。なおかつ自分が敗北しドイツが戦争に敗れて大勢の犠牲が出ても、それを躊躇わないのが大切だと語った。その結果、暗殺に躊躇いを抱いていた田中に暗殺を決意させ、殺されかかったが田中の不審点に気付いた親衛隊の出動により免れる。後にサイパン決戦を報告されるも、何ら関心を示さなかった。戦後の角松の回想で、史実通りドイツの敗戦直前に自決したことが語られた。

### イギリス
ウィンストン・レオナルド・スペンサー・チャーチル
イギリス首相。
ヨーロッパで対独伊戦に忙殺中、日本軍のインド奇襲によりインド洋における制海権喪失や援蒋ルート遮断とインド人民衆の独立運動を恐れ、ルーズベルトに日本軍打倒を求める。

## 番外編

### マレーの残照
冬馬（とうま）
照子の息子で日英混血児。
第二次大戦でイギリス人である父トーマスと死別し、唯一友達としている鳩だけに心を通わせている。
トーマス
イギリス人闇商人。照子の夫であり、冬馬の父。
商売がうまくいかないときは酒を飲んでは冬馬に当り散らす面もあるが、冬馬にとってはたった一人の父親だった。日本軍にシンガポールが占領された際、それまでイギリス軍の手で日本人住民が収容されていたチャンギ捕虜収容所に入れ替わりに収容が決まる。その時解放された照子と冬馬を見つけ、呼びかけるがそれに返事をしようとした冬馬の口を照子がふさいだ為、そのまま収容所に入れられてマラリアで病死した。

### 至誠に悖るなかりしか
小春（こはる）
広島県・江田島でまだ幹部候補生だった尾栗の下宿先の家主。
尾栗に自身が若い頃に死別した海軍軍人の夫のことや海軍の誇りについて教えを説く。そして、尾栗に対してある強硬手段に出る。ちなみにアニメ版にも第一話でセリフ上のみだが登場している。

### フレンドシップ
ポール・ハミルトン
イギリス海軍航空隊隊長。階級は中尉。
ロンドンで海軍中尉で駐英武官補だった頃の草加と、彼が自分の妹とパーティーの場でダンスを踊ったことをきっかけに出会い、意気投合。それぞれお守りとしていた物を交換し合う程までに親交を深めたが…。
クリミア戦争で英雄だった大祖父のことを尊敬している。
高須四郎（たかす しろう）
駐英日本大使館付武官。階級は大佐。
ハミルトンと親しい仲を取り持つ草加を快く思っている。五・一五事件を機に横須賀鎮守府軍法会議判士長拝命のため帰国する。